# Famille Semsey
La famille Semsey de Semse (en hongrois : semsei Semsey család) était une famille noble hongroise.

## Origines
Cette famille est originaire d'un village nommé Misnia. Son fondateur est un dénommé Frank, qui vivait dans la 2e moitié du XIIIe siècle (vers 1280-1290). Tamás, l'un des fils du fondateur Frank , connu une carrière notable en étant de 1318 à 1322 commandant militaire (várnagy) du château de Spiš et chef de l'administration (alispán, « vice-comte ») du comitat de Szepes. Ce dernier aura deux femmes : Anna Tárkői puis Zsuzsanna Lampert. En 1318, il acquit  le village de Semse (aujourd'hui près de Kosice en Slovaquie) pour une somme de 100 marks et s'en inspirera pour le nom de sa famille : Semsey de Semse. Il fera de nombreuses acquisitions autour de ce village, notamment en 1322, 1324 et 1328. Dans la deuxième moitié du XIVe siècle, la famille acquiert de nouveaux domaines auxquels s'ajoute en 1395 le domaine de Szeszta.
L'historien Ivan Nagy nous rapporte qu'au moins  jusqu'à la fin du XIXe siècle, la famille conservait une forte présence à Semse. Demeter, l'arrière-petit-fils du fondateur Frank, obtient du roi Jean Sigismond le 24 avril 1401 en récompense de ses mérites les armoiries de la famille